# Nationalmuseum für moderne Kunst Kyōto

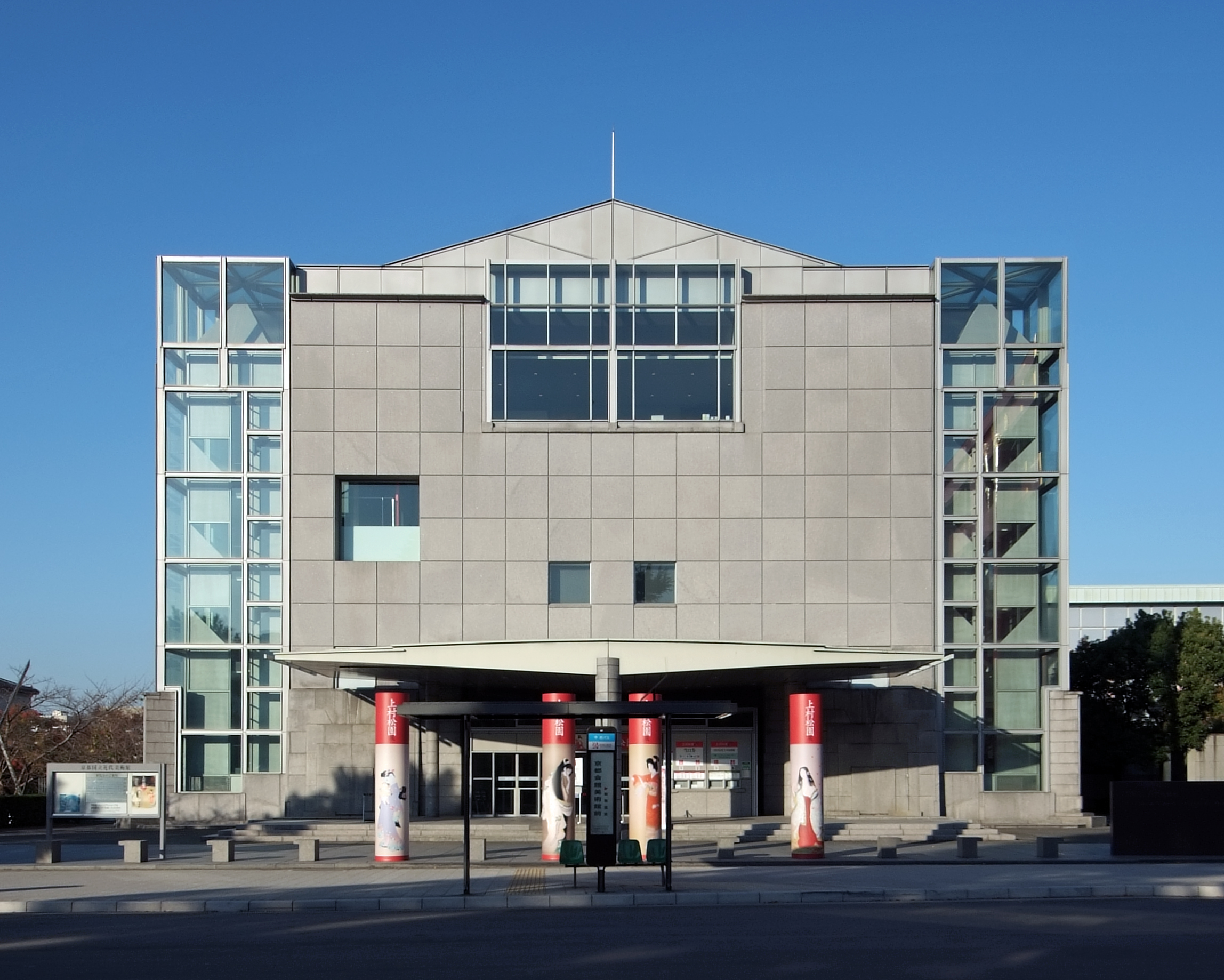
Front des Nationalmuseums für moderne Kunst in Kyōto.

Das Nationalmuseum für moderne Kunst Kyōto (japanisch 京都国立近代美術館, Kyōto kokuritsu kindai bijutsukan) wurde 1967 gegründet. Als Kurzform des Namens ist MoMAK (von engl. National Museum of Modern Art, Kyōto) in Gebrauch.
In unmittelbarer Nachbarschaft liegt das Kunstmuseum Kyōto.

## Geschichte
Die Vorgängereinrichtung wurde 1953 auf der Higashiyama-Seite Kyōtos am Rande des Ozaki-Parks eröffnet. Zu der Zeit war das Museum eine Dependance des Nationalmuseums für moderne Kunst in Tokyo. Im Rahmen der Stärkung des Profils der Präfekturen wurde das Museum 1967 eine selbstständige Einrichtung unter dem heutigen Namen. 1984 wurde das alte Museum abgerissen und 1986 durch einen Neubau ersetzt, der mit der Ausstellung Kyōto-Schule des Nihonga eröffnet wurde.

## Sammlung
Das MoMAK sammelt und stellt aus Werke ab dem 20. Jahrhundert mit einem Anteil ausländischer Kunst aus dieser Zeit. Ein Schwerpunkt ist die Malerei in Kyōto und Umgebung. In Ausstellungen stellt es Werke der Modernen Kunst aus dem In- und Ausland vor.

### Gemeinsamer Katalog
Es existiert ein gemeinsamer Katalog der Sammlungen der Nationalen Museen für Moderne Kunst.
Beteiligt sind die folgenden Museen:
- Nationalmuseum für moderne Kunst Kyōto
- Nationalmuseum für moderne Kunst Tokyo (MOMAT)
- National Museum of Art, Osaka (NMAO)
- Nationalmuseum für westliche Kunst in Tokyo (NMWA)

### Künstler (Auswahl)
- Hishida Shunsō (1874–1911)
- Fujita Tsuguharu (1886–1968)
- Fukuda Heihachirō (1892–1974)
- Higashiyama Kaii (1908–1999)
- Seiko Kanno (1933–1988)
- Takeuchi Seihō (1864–1942)
- Tomioka Tessai (1836–1924)
- Tsuchida Bakusen (1887–1936)
- Uemura Shōen (1875–1949)
- Yasui Sōtarō (1888–1955)
- Yasuo Mizui (1925–2008)

Ausländische Künstler:
- Jean Arp (1886–1966), Frankreich
- Georges Braque (1882–1963), Frankreich
- André Breton (1896–1966), Frankreich
- Marc Chagall (1887–1985), Frankreich
- Max Ernst (1891–1976), Deutschland
- Barbara Hepworth (1903–1975), Großbritannien
- David Hockney (* 1937), Großbritannien
- Wassily Kandinsky (1866–1944), Deutschland